# Listă de divinități în mitologia japoneză

Aceasta este o listă a divinităților native ale credinței japoneze și tradițiilor religioase. Multe din acestea sunt din șintoism, în timp ce altele sunt de origine budistă sau taoistă și au fost “integrate” în mitologia și folclorul japonez.

## Shinto
Următoarea este o listă a unora din zeitățiile principale și secundare din Shinto. Adesea se spunea că există yaoyorozu-no-kami(八百万の神) sau 8 milioane) de kami(reprezentarea unui număr infinit .

### Kami principali

#### Ame-no-Uzume(天宇受売命)
Numită adesea Uzume, ea este zeița zorilor. Este de asemenea cunoscută ca "Marea convingătoare" și "Alarmanta femeie cerească".

#### Amaterasu-ō-mi-kami(天照大神 sau 天照大御神)
Zeița soarelui, ea este de asemenea numită și Amatarasu. Numele ei întreg este "Marea Zeiță" sau "Marele spirit care strălucește în paradis", adesea, lumea se referă la ea ca Ōhiru-menomuchi-no-kami(大日孁貴神). Datorită legăturilor ei cu familia Imperială, este considerata (nu oficial) a fi Zeitatea principală a Shinto.

#### Ame-no-Koyane(天児屋命 or 天児屋根命)
Un zeu, despre care se crede că l-a ajutat pe Împăratul Japoniei. De asemenea, este considerat stramoșul familiei Fujiwara.

#### Fūjin(風神)
Cunoscut și ca Kami-no-Kaze, el este zeul vântului și unul dintre cei mai bătrâni zei din Shinto, despre care se spune că a fost prezent la crearea lumii.

#### Hachiman(八幡神)
De asemenea cunoscut ca Hachiman-shin sau Yawata no Kami, el este zeul războiului și protectorul Japoniei. Inițial, o zeitate a agriculturii, acesta, mai târziu, devine protectorul clanului Minamoto. Simbolul și mesagerul acestuia este porumbelul.Este asemanat cu Demeter,Aphrodita,prin faptul ca are ca simbol porumbelul si ca initial a fost o zeitate a agriculturii.